# Ostrowąż (gromada)
Ostrowąż – dawna gromada, czyli najmniejsza jednostka podziału terytorialnego Polskiej Rzeczypospolitej Ludowej w latach 1954–1972.
Gromady, z gromadzkimi radami narodowymi (GRN) jako organami władzy najniższego stopnia na wsi, funkcjonowały od reformy reorganizującej administrację wiejską przeprowadzonej jesienią 1954 do momentu ich zniesienia z dniem 1 stycznia 1973, tym samym wypierając organizację gminną w latach 1954–1972.
Gromadę Ostrowąż z siedzibą GRN w Ostrowążu utworzono – jako jedną z 8759 gromad na obszarze Polski – w powiecie konińskim w woj. poznańskim, na mocy uchwały nr 25/54 WRN w Poznaniu z dnia 5 października 1954. W skład jednostki weszły obszary dotychczasowych gromad Ostrowąż i Sławoszewo, ponadto miejscowości Biskupie (wieś) i Biskupie (folwark) z dotychczasowej gromady Biskupie oraz miejscowości Marianowo, Szyszynek (wieś) i Szyszynek (folwark) z dotychczasowej gromady Marianowo ze zniesionej gminy Sławoszewek, a także obszary dotychczasowych gromad Góry i Wielkopole ze zniesionej gminy Wilcza Góra – w tymże powiecie. Dla gromady ustalono 14 członków gromadzkiej rady narodowej.
1 stycznia 1962 z gromady Ostrowąż wyłączono: a) miejscowości Mieczysławowo, Sławoszewo, Stogi i Wielkopole, włączając je do gromady Kleczew; b) miejscowości Góry i Góry-Kolonia, włączając je do gromady Wilczyn – w tymże powiecie, po czym gromadę Ostrowąż zniesiono, a jej (pozostały) obszar włączono do gromady Ślesin tamże.